# Enquête (onderzoek)
Een enquête of bevraging is een manier van onderzoek doen, waarbij gebruik wordt gemaakt van een vragenlijst, die aan meerdere personen wordt voorgelegd. Deze personen kunnen de hele doelgroep vormen, of zijn gehaald uit een representatieve steekproef. Het onderzoek kan gaan om zowel feiten als meningen (zoals bij een opiniepeiling). De uitslag van een enquête kan op zichzelf gehouden worden, maar dient meestal ter ondersteuning van andere gegevens.
Een enquête is meestal anoniem en het resultaat is een gemiddelde van meningen. Een al dan niet geslaagd resultaat is afhankelijk van de mate waarin de steekproef van een doelgroep representatief is, en in hoeverre de antwoorden op de enquêtevragen bijdragen aan het onderzoek.

## Wijze van enquêteren

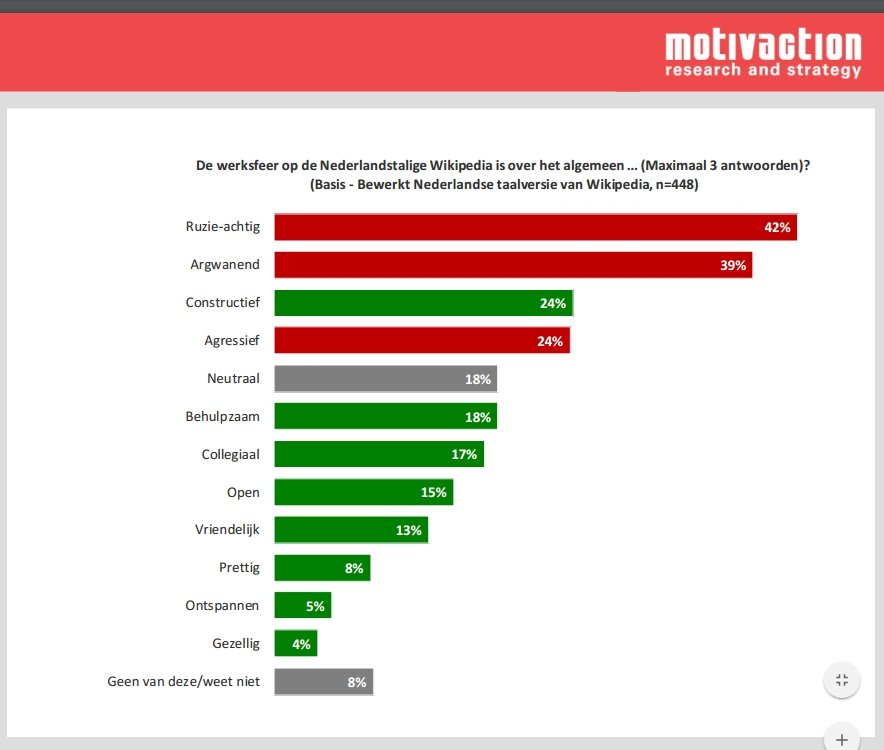
2015 rapportage Motivaction bewerkers - Detail werksfeer op Nederlandstalige Wikipedia

Een enquête kan bestaan uit open vragen, meerkeuzevragen of een combinatie van beide. Bij onderzoek naar feiten (kwantitatief onderzoek) wordt met name van meerkeuzevragen gebruikgemaakt, terwijl in onderzoek naar meningen (kwalitatief onderzoek) eerder van open vragen gebruikgemaakt zal worden. De klassieke manieren om een enquête te houden zijn met de komst van de informatie- en communicatietechnologie aanzienlijk uitgebreid. Men onderscheidt onder meer:
- mondeling (interview)
- schriftelijk
- elektronisch (telefonisch of via internet), indien via internet vaak als link verstuurd per e-mail.
- via sms
- via fax

Met name in de VS vindt een variant van elektronische en mondelinge interviews plaats die "Robot-calling" genoemd wordt. De respondent wordt hierbij gebeld door een voice-response systeem en kan door middel van toetsen op zijn of haar telefoon of eenvoudige spraakherkenning antwoordopties selecteren. Groot voordeel van een dergelijke methode zijn de lagere kosten doordat er geen enquêteurs meer nodig zijn, en de grotere bereikbaarheid doordat ook analfabeten en mensen zonder internet bereikt kunnen worden. De door veel mensen als onpersoonlijk ervaren aanpak is een keerzijde van deze methode.
Het is een trend dat steeds meer partijen online enquêtes (marktonderzoeken) voor bedrijven uitzetten. Respondenten krijgen hierdoor de mogelijkheid om online deze enquêtes in te vullen. De respondenten ontvangen e-mails met daarin uitnodigingen om de verschillende marktonderzoeken in te vullen. De onderwerpen van de enquêtes en de hoogte van de uitbetalingen verschillen per platform.

## Drie niveaus
De term enquête wordt op drie niveaus gebruikt.
Op het laagste niveau is de term enquête synoniem aan de term vragenlijst.
Op het middelste niveau heeft de term enquête de betekenis van vragenlijst plus alles wat er bij komt kijken voor het afnemen ervan. Bij een persoonlijke (face to face) afname spelen andere zaken een rol dan bij een telefonische of een schriftelijke afname of een afname via internet. Een spreker of auteur gebruikt nu zinsneden als een enquête afnemen of een enquête opsturen, een telefonische enquête, schriftelijke enquête of webenquête. Dit is de meest gebruikelijke betekenis van het begrip enquête.
Op het hoogste niveau verstaat men onder een enquête een onderzoeksvorm. De spreker of auteur gebruikt dan termen als: een enquête uitvoeren of een enquête doen.
In de onderzoeksliteratuur worden de termen enquête en interview nogal eens door elkaar gebruikt. De auteur kan het hebben over een telefonisch interview of een telefonische enquête. Een verslaggever van een krant die mensen op straat een paar vragen stelt is aan het interviewen; een onderzoeker die ook een paar vragen stelt is aan het enquêteren. Het onderscheid tussen interviewen en enquêteren is gradueel en hangt samen met de mate van gestructureerdheid van de vragenlijst en de noodzaak dat er een interviewer aanwezig moet zijn.

## Doelgroep
Wanneer niet de hele doelgroep geënquêteerd kan worden, bijvoorbeeld omdat de groep te omvangrijk is, wordt er een steekproef uit de doelgroep genomen om de enquête bij af te nemen. Voor een goed resultaat zijn tijdens het enquêteren niet bepaalde groepen oververtegenwoordigd. Een enquête over de mate van computergebruik onder ouderen is bijvoorbeeld niet alleen online in te vullen.